# هویت لیکس (مینه‌سوتا)
هویت لیکس، مینه‌سوتا (به انگلیسی: Hoyt Lakes, Minnesota) یک شهر در ایالات متحده آمریکا است که در شهرستان سنت لوئیس واقع شده‌است.

## خصوصیات
هویت لیکس ۱۵۰٫۴۵ کیلومترمربع مساحت و ۲٬۰۱۷ نفر جمعیت دارد و ۴۴۹ متر بالاتر از سطح دریا واقع شده‌است.